# I miei pensieri
"I miei pensieri" ("Os meus pensamentos") foi a canção que representou a Suíça no Festival Eurovisão da Canção 1964 que teve lugar em Copenhaga, em 21 de março desse ano.
A referida canção foi interpretada em italiano por Anita Traversi. Foi a décima-quarta canção a ser interpretada na noite do festival, a seguir à canção jugoslava "Život je sklopio krug", cantada por Sabahudin Kurte antes da canção belga "Près de ma rivière", interpretada por Robert Cogoi. Terminou a competição em 13.º e último lugar, empatada com as canções da Alemanha, Jugoslávia e Portugal, todas com 0 pontos. No ano seguinte, em 1965, a Suíça fez-se representar por Yovanna que interpretou o tema "Non, à jamais sans toi".

## Autores
- Letrista: Sanzio Chiesa
- Compositor: Giovanni Pelli
- Orquestrador: Fernando Paggi

## Letra
A canção é uma balada de amor, com Traversi dizendo ao seu amante que está esperando o momento para lhe dar os melhores pensamentos. Diz-lhe que tem confiado esses pensamentos a uma nuvem, mas que todo o mundo sabe o que ela pensa sobre ele e no fim da canção diz que aqueles flocos dourados são para ele, é-nos revelado por fim o seu amor por ele.

## Outras versões
Traversi também gravou uma versão em alemão, intitualada "Ti amo - je t'aime - I love you".